# Chris Claremont
Chris Claremont, född 30 november 1950 i London i England, är en brittisk serieförfattare. Han är mest känd för att under 16 års tid, från 1976 till 1991, ha skrivit Uncanny X-Men för Marvel Comics. Detta är rekord då han är den författare som skrivit längst på en och samma titel.[källa behövs]
Claremont har skrivit eller hjälpt till att skriva ett flertal klassiska X-Men-serier, bland annat Dark Phoenix Saga och Days of Future Past. Båda finns utgivna på svenska.
Bland de seriefigurer han har varit med att skapa finns bland annat Rogue, Psylocke, Sabretooth (Wolverines ärkefiende), Mystique, Pyro och Gambit.